# Tlalocomyia andersoni
Tlalocomyia andersoni är en tvåvingeart som beskrevs av Currie, Adler och Wood 2004. Tlalocomyia andersoni ingår i släktet Tlalocomyia och familjen knott. Inga underarter finns listade i Catalogue of Life.